# مهدی باقری
مهدی باقری (زادهٔ ۱۳۵۹) از اعضای جبهه پایداری انقلاب اسلامی است. که نماینده زنجان و طارم در دوره یازدهم مجلس شورای اسلامی می‌باشد. وی در دور دوم یازدهمین انتخابات مجلس شورای اسلامی در ائتلاف با  مصطفی طاهری و در دور دوم انتخابات با کسب ۱۴ هزار و ۹۶۴ رای، از حوزه انتخابیه زنجان و طارم از استان زنجان انتخاب شد.

## زندگی‌نامه
مهدی باقری در سال ۱۳۵۹ در روستای ینگجهٔ زنجان در خانواده‌ای مذهبی به دنیا آمد. پدر وی، رحمن باقری بود و در سال ۶۳ طی عملیات بدر در جنگ ایران-عراق جان باخت. باقری از سال ۱۳۸۸ مشغول به تحصیل درس خارج فقه و اصول بود و از جمله اساتید او:
محمدحسین فقیه یزدی، محمدحسن فقیه یزدی، مکارم شیرازی، سبحانی تبریزی، علیدوست، هادَوی تهرانی، و اراکی هستند.